# Aldrovani Menon
Aldrovani Menon (nacido el 30 de julio de 1972) es un exfutbolista brasileño que se desempeñaba como delantero.
Jugó para clubes como el Yokohama Flügels, Ceará, Juventus, Figueirense, Bahia, Sport Recife, Juventude, Paysandu, Goiás y Náutico.

## Trayectoria

### Clubes
| Club             | País   | Año         |
| ---------------- | ------ | ----------- |
| Matsubara        | Brasil | 1990 - 1992 |
| Yokohama Flügels | Japón  | 1993 - 1994 |
| NEC Yamagata     | Japón  | 1995 - 1997 |
| Ceará            | Brasil | 1997        |
| Ponta Grossa     | Brasil | 1997        |
| Juventus         | Brasil | 1998        |
| Figueirense      | Brasil | 1999 - 2000 |
| Bahia            | Brasil | 2000        |
| Figueirense      | Brasil | 2000 - 2001 |
| Sport Recife     | Brasil | 2001        |
| Juventude        | Brasil | 2001        |
| Paulista         | Brasil | 2002        |
| Caxias           | Brasil | 2002        |
| Glória           | Brasil | 2002        |
| Vila Nova        | Brasil | 2002        |
| Paysandu         | Brasil | 2003        |
| Goiás            | Brasil | 2004        |
| Náutico          | Brasil | 2005        |
| 15 de Novembro   | Brasil | 2005        |
| Caxias do Sul    | Brasil | 2005        |
| Paysandu         | Brasil | 2006        |
| Itumbiara        | Brasil | 2006        |
| Sertãozinho      | Brasil | 2006        |
| Santa Helena     | Brasil | 2007        |
| Metropolitano    | Brasil | 2008        |
| Jataiense        | Brasil | 2008        |
| Gurupi           | Brasil | 2008        |
| Rio Verde        | Brasil | 2009        |

## Palmarés

### Títulos nacionales
| Título             | Club             | País  | Año  |
| ------------------ | ---------------- | ----- | ---- |
| Copa del Emperador | Yokohama Flügels | Japón | 1993 |